# Петерс, Христиан Иванович
Христиа́н Ива́нович Пе́терс (нем. Christian August Friedrich Peters; 7 сентября 1806, Гамбург — 8 мая 1880, Киль) — немецкий астроном. Отец астронома Карла Фридриха Вильгельма Петерса (1844—1894).

## Биография
Систематического образования не получил, овладел математическими и астрономическими знаниями самостоятельно. В 1826—1832 гг. был наблюдателем и вычислителем Гамбургской обсерватории, в 1832—1834 годах работал в Кёнигсбергской обсерватории под руководством Ф. В. Бесселя, в 1834—1839 годах — наблюдатель Гамбургской обсерватории. В 1839 году был приглашен в Пулковскую обсерваторию. Действительный член Русского географического общества с 19 сентября (1 октября) 1845 года. В 1847 году избран академиком Петербургской АН. В 1849 году переехал в Кёнигсберг, где занял кафедру астрономии, в связи с чем выбыл из числа штатных академиков, но состоял членом-корреспондентом Петербургской АН. С 1854 года — директор обсерватории в Альтоне (которая в 1872 была переведена в Киль), с 1874 — профессор Кильского университета.
Научные работы относятся к астрометрии. В 1842 году определил постоянную нутации, причём полученное им значение (9,22") оказалось значительно точнее величины, определённой Бесселем, и почти не отличается от принятого в настоящее время (9,21"). Положил начало пулковским исследованиям изменяемости широт, позднее подтверждённым Магнусом Нюреном. В 1848 году опубликовал результаты определения годичных параллаксов восьми звёзд. Во время работы в Кёнигсберге получил ряд важных наблюдений на гелиометре Бесселя, одним из результатов которых было определение орбиты спутника Сириуса. Большой вклад внес в практическую геодезию. В Альтоне завершил обработку геодезических измерений своего предшественника Г. X. Шумахера, измерил разность долгот между Альтоной и некоторыми пунктами в Германии и Дании. Принимал активное участие в международной программе европейской триангуляции. С 1854 года — редактор журнала «Astronomische Nachrichten».
Награждён золотой медалью Королевского астрономического общества (1852).

## Память
В 1935 г. Международный астрономический союз присвоил имя Христиана Ивановича Петерса кратеру на видимой стороне Луны.

## Научные труды
- «Numerus constans nutationis ex ascensionibus rectis stellae polaris in specula Dorpatensi annis 1822 ad 1838 observatis deductus. Adjecta est disquisitio theoretica de formula nutationis»
- «Untersuchung des Theilungfehlers des Ertelschen Verticalkreises der Pulcowaer Sternwarte»
- «Resultate aus Beobachtungen des Polarsterns am Ertelschen Verticalkreise der Pulkowaer Sternwarte»
- «Von den kleinen Ablenkungen der Lothlinie und des Niveau’s, welche durch die Anziehungen der Sonne, des Mondes und einiger terrestrischen gegenstande hervorgebracht werden»
- «Beobachtungen des Neptun auf der Pulkowaer Sternwarte»
- «Ueber Prof. Madler’s Untersuchungen uber eigene Bewegung der Fixsterne»
- «Ueber Bessels Bestimmung der Parallaxe von 61. Cygni aus Beobachtungen am Heliometer der Konigsberger Sternwarte»
- «Bestimmung der Bahn des im Monat December 1839 entdeckten Cometen, nach den auf der Pulkowaer Sternfwarte angestellen Beobachtungen (gelesen den 16-n Dec. 1842)» (с О. B. Струве)
- «Bestimmung der Fehler, welche bei der Auflosung der Pothenotischen Aufgabe mit dem Messtische entstehen»
- «Formeln der mittleren Monatsund Tagestemperaturen fur verschiedene Tiefen»